# Paltothemis nicolae
Paltothemis nicolae là loài chuồn chuồn trong họ Libellulidae. Loài này được Hellebuyck mô tả khoa học đầu tiên năm 2002.